# 1000-летие Казани
Тысячелетие (Миллениум) Казани — юбилей города Казани, отмечавшийся 24—30 августа 2005 года.

Эмблема празднования

## Основания празднования
Казань была основана как пограничная крепость на севере Волжской Булгарии.
Казань стала одним из городов, где главным условием для официального подтверждения юбилейных мероприятий нужно было провести процедуру установления «точной даты» основания. Вокруг этого события позднее произошёл скандал. Его участниками стали казанские, представителем которых был историк А. Х. Халиков, и московские учёные во главе с историком А. П. Смирновым, затем — В. Л. Егоровым. Опорной точкой был вопрос о столице Волжской Булгарии. Затем татарский историк высказал предположение о 800-летнем возрасте Казани. Егоров, используя как археологические материалы, так и данные письменных источников, пришёл к выводу, что Казань имеет возраст в 600 лет. Он выпустил статью в журнале «Советская археология», «в Татарии это произвело эффект разорвавшейся бомбы… Дошло до того, что в Москву приехал секретарь обкома КПСС Татарии. Он пришёл к самому Михаилу Андреевичу Суслову… Оказывается к юбилею уже всё было готово — выпустили конфеты „800 лет Казани“, книжку написали, значки отчеканили — и тут вдруг такая статья… редактором журнала был членкор Академии наук Арциховский, огромный авторитет в археологии, человек, впервые нашедший знаменитые новгородские грамоты. И Суслов сказал: „Арциховский никогда не пропустит ничего непроверенного. Я не сомневаюсь, что автор статьи прав“». Юбилей не был проведён: Историк Александр Овчинников писал: «Московские исследователи на заседании в Академии наук СССР, доказали, что 800-летие Казани невозможно. Стали всплывать факты того, что студентов казанских вузов… на археологических раскопках заставляли подбрасывать… кусочки керамики 12 века. Из-за этого разразился большой скандал, и один из участников заседания сказал, что 800-летие Казани не имеет никакого отношения к науке, и об этом лучше всего не говорить».
В 1998 году власти Республики Татарстан предполагали отметить 850-летие основания Казани. Однако затем властями Казани было инициировано празднование 1000-летнего юбилея города, прошедшее в 2005 году. Празднование было мотивировано политическими соображениями. Если в советское время удревнение этого города было только попыткой фальсификации, то в постсоветский период фальсификация была представлена как историческая реальность. Юбилей стал одним из примеров исторического изобретения, направленного на прославление татарского культурного наследия, а также реакцией на 850-летний юбилей Москвы через утверждение более древней истории столицы Татарстана. Тысячелетний юбилей сопровождался серией культурно-политических мероприятий, направленных на позиционирование Татарстана в качестве моста между Востоком и Западом и самой Казани как одной из столиц мусульманского мира. Он стал также поводом для масштабной архитектурной перестройки города, наиболее заметными результатами которой стали открытие метрополитена, строительство моста Миллениум и многочисленные реставрационные работы в общественных пространствах и зданиях. Сворачивание суверенитета Татарстана было «оплачено» щедрыми федеральными взносами в крупные культурные мероприятия, включая юбилей 2005 года.
Согласно официальной версии, принятой в настоящее время в Татарстане и России (в том числе федеральными указами по созданию комиссии и программе подготовки и проведения празднования Тысячелетия), город был основан не менее 1000 лет назад. Основаниями для такой датировки являются найденная во время раскопок на территории Казанского кремля чешская монета (датированная правлением святого Вацлава, предположительно, чеканки 929—930 годов, ставшая самой ранней чешской монетой), остатки каменной кладки и деревянной городской ограды, предметы ремёсел и утвари (накладка венгерского типа, женские бусы и прочее), а также другие артефакты с менее явной датировкой.

## Эмблема празднования
Символ тысячелетия Казани был выбран по итогам конкурса. множества работ, представлявших собой вариативные изображения Кремля, башни Сююмбике, Зиланта и арабской вязи, первое место получил эскиз со стилизованной башней Сююмбике, лилиями и флагом Татарстана. Автор работы — Айрат Халитов.

## Организация и финансирование празднования
Для организации проведения празднования, включая сооружение и реконструкцию объектов, согласно указу президента России Ельцина 1999 года и постановлениям правительства России 2000 и 2001 годов была создана Государственная комиссия по подготовке, возглавляемая сначала премьером, а затем президентом России Путиным, и действовала федеральная целевая Программа подготовки. Инициатором проведения и подготовки юбилея был мэр Казани Исхаков, главными организаторами — он же и президент Татарстана Шаймиев.
Общая сумма строительства и реконструкции объектов в рамках подготовки к Тысячелетию составила более 86 млрд рублей, в том числе 12 млрд из бюджета Российской Федерации, 38,6 млрд — из регионального бюджета, ещё 35,7 млрд привлечено за счёт средств инвесторов.

## Приуроченные к празднованию объекты

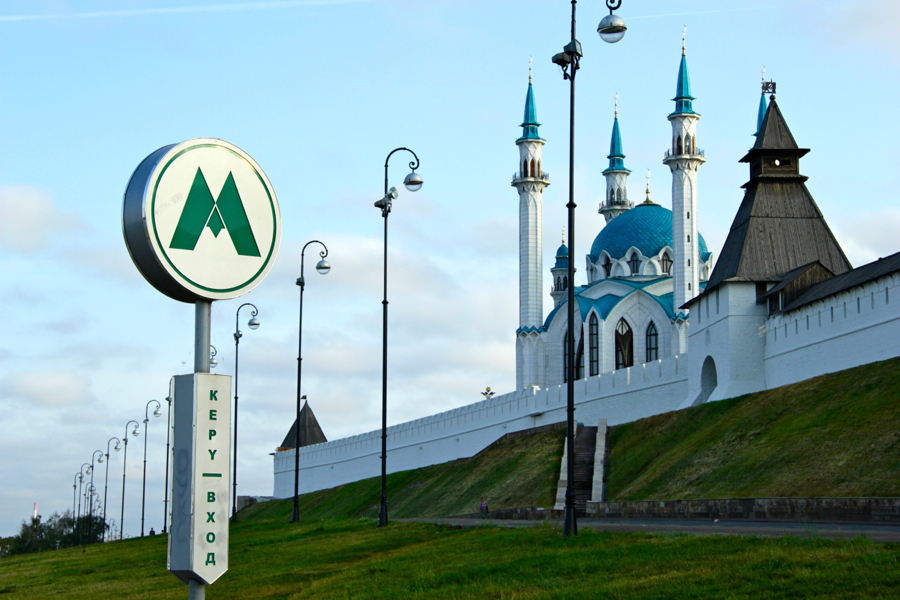
логотип Казанского метрополитена на фоне Казанского Кремля

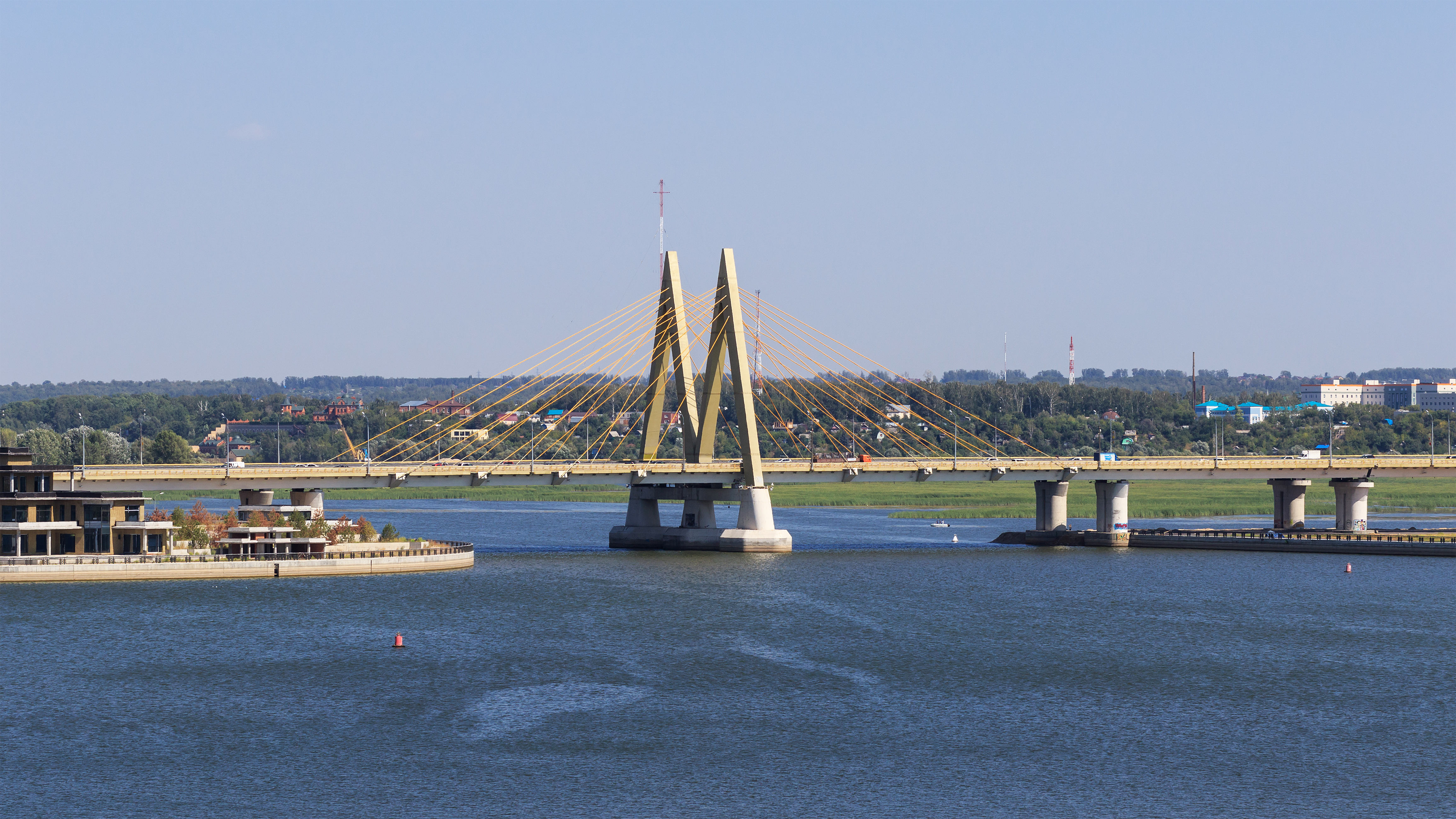
мост Миллениум

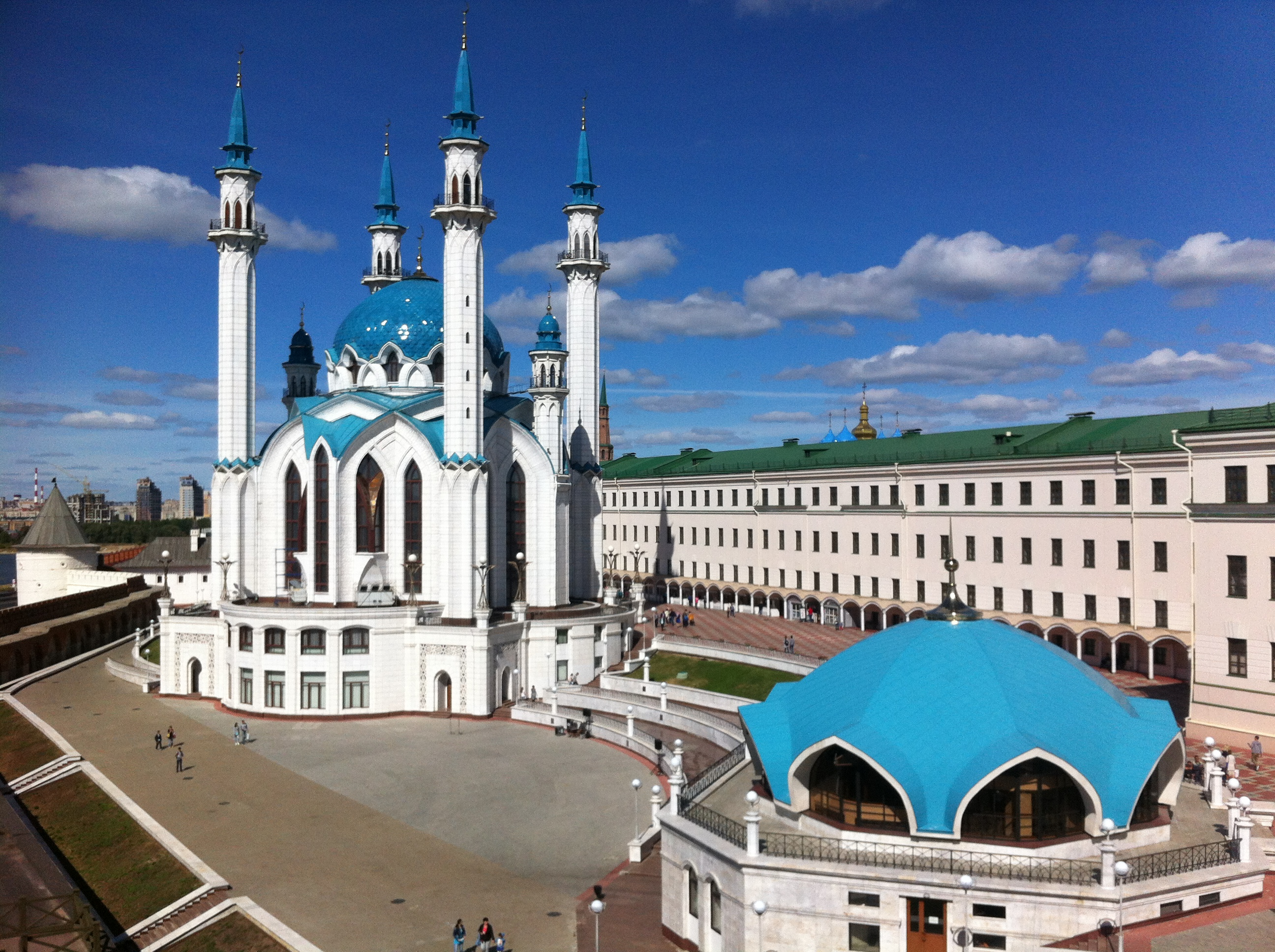
мечеть Кул-Шариф

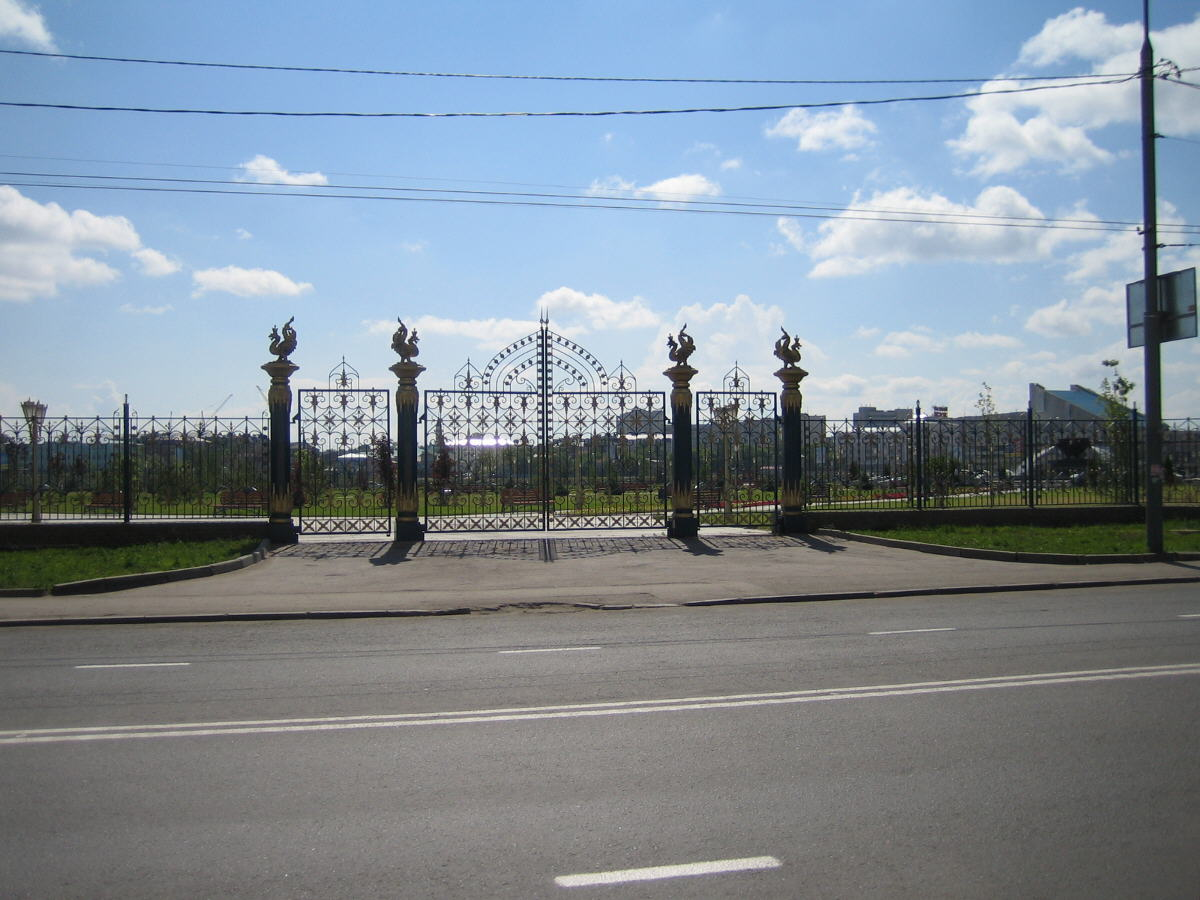
парк Тысячелетия

Наиболее крупными объектами, построенными к 1000-летию, стали:
- Казанский метрополитен,
- Мечеть Кул-Шариф,
- Мост Миллениум (первая очередь).
- При поддержке правительства Санкт-Петербурга была реконструирована и оформлена улица Петербургская (аналогичная реконструкция улицы Московская, предусмотренная соглашением с правительством Москвы, а также объявленный дар Москвы по 10 трамваев и троллейбусов не состоялись).

Из спортивных объектов были построены:
- Новый ипподром,
- Татнефть-арена,
- проведена реконструкция Центрального стадиона.

Был создан парк Тысячелетия. Ярмарочная площадь была реконструирована в полном объёме и переименована в площадь Тысячелетия.
Были открыты филиал Государственного Эрмитажа и Музей тысячелетия Казани.
Были отреставрированы многие улицы центральной части города, реконструированы здания городской ратуши, Кабмина Татарстана, речного, пригородного железнодорожного и автобусного вокзалов, международного аэропорта и другие объекты культуры, религиозных культов, досуга, транспорта. Также в городе были открыты несколько памятников и бюстов, обновлены элементы городского благоустройства (клумбы и цветочные вазоны, столбы, урны и прочее), установлены конструкции с праздничными транспарантами, биотуалеты и прочее, а в продаваемых сувенирах и прочих товарах и уличном оформлении широко отражались упоминание и символика Тысячелетия Казани.

## Праздничные мероприятия

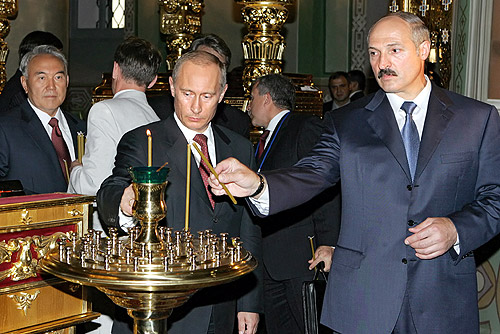
Президенты стран СНГ на праздновании Тысячелетия Казани

Наиболее высоким по статусу мероприятием стал саммит глав СНГ, прошедший в Казани 27 августа 2005 года. Также к юбилею было приурочено выездное заседание Госсовета России. Был проведён съезд Всемирного конгресса татар. Президенты России, Татарстана и Казахстана Путин, Шаймиев и Назарбаев открыли Казанский метрополитен (после чего через 1,5 часа он заработал для всех) и участвовали в ряде других праздничных мероприятий.
Для приёма нескольких десятков тысяч (в том числе 13 тысяч официальных) гостей города были задействованы все городские отели, многие студенческие и прочие общежития, а также несколько пришвартованных в речном порту многопалубных туристских теплоходов в качестве временных гостиниц. Транзитный проезд через город грузового автотранспорта был закрыт, личного — ограничивался. Из важных общественных мест были вывезены и не допускались бомжи. Безопасность и правопорядок обеспечивали более несколько тысяч сотрудников силовых ведомств, в том числе 2 тысячи временно прикомандированных из соседних регионов.
Культурно-массовые общественные мероприятия по празднованию 1000-летия широкими массами горожан и гостей длились несколько дней. Главными местами их проведения были площади Тысячелетия и Свободы, Центральный стадион, парк Тысячелетия, пешеходные улицы Баумана и Петербургская, временно ставшие пешеходными берега Булака и другие площади, улицы и парки. Прошли многочисленные детские, молодёжные, спортивные, музыкальные, поэтические, театрализованные праздники.
Над акваторией реки Казанки, Кремлём и площадью Тысячелетия состоялось большое авиашоу, в котором принимали участие сразу обе главные авиагруппы высшего пилотажа России — «Русские Витязи» и «Стрижи». Также над площадью Тысячелетия проведён евразийский фестиваль воздухоплавания (аэростатов), на озере Кабан — водно-спортивный праздник. Изготовлено рекордное национальное сладкое лакомство чак-чак весом в 1 тонну и размером 13 кв. м.
На Центральном стадионе прошли торжественные церемонии и выступления, а также главный концерт. На площади Тысячелетия проходили народные гуляния, парады, выступления артистов. Для проведения этих мероприятий, а также торжественных церемоний и массового концерта звёзд эстрады на ней была установлена многоэтажная главная сцена-конструкция в форме Шапки Мономаха и локальные сцены, зрительские сидения, трибуны, мачты и другие временные разборные сооружения и приспособления. На главном и эстрадных концертах выступили полтора десятка ведущих артистов и групп оперы и эстрады России и СНГ, а также группа Scorpions.
На всей площади Тысячелетия и стенах Кремля с применением мощной светотехники, установленной на главной сцене и у подножия кремлёвских стен, были проведены два вечерних лазерно-прожекторных светомузыкальных шоу, которые, по утверждениям организаторов из заказанной немецкой компании Procon, благодаря многочисленности и силе лучей было возможно наблюдать из космоса. Завершал празднование самый крупный за всю городскую историю 1000-залповый салют.

## Прочее

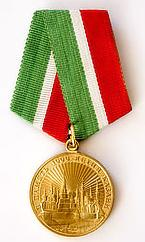
Медаль «В память 1000-летия Казани»

На торжественных мероприятиях во время праздника и после особо важные деятели политики и культуры России, Татарстана и главные гости были удостоены государственной медали России «В память 1000-летия Казани». Также в честь юбилея выпущены памятная монета Банка России и серия памятных медалей Татарстана.